# Bras Lyappa

Un schéma montrant la configuration du bras Lyappa et du préhenseur.

Le bras Lyappa (ou Ljappa) est un bras robotique utilisé lors de l'assemblage de la station spatiale Mir.

## Présentation
Chacun des modules, Kvant-2, Kristall, Spektr et Priroda, était équipé d'un de ces bras à entraînement mécanique, qui, après que le module avait été amarré au port avant du module central de Mir, accrochait l'un des deux appareils placés sur le module d'amarrage concentrateur du module de base. La sonde d'amarrage du module principal était ensuite rétractée, et le bras soulevait le module afin qu'il puisse être pivoté de 90° pour un amarrage à l'un des quatre ports d'amarrage permanent radiaux,,.

## Galerie

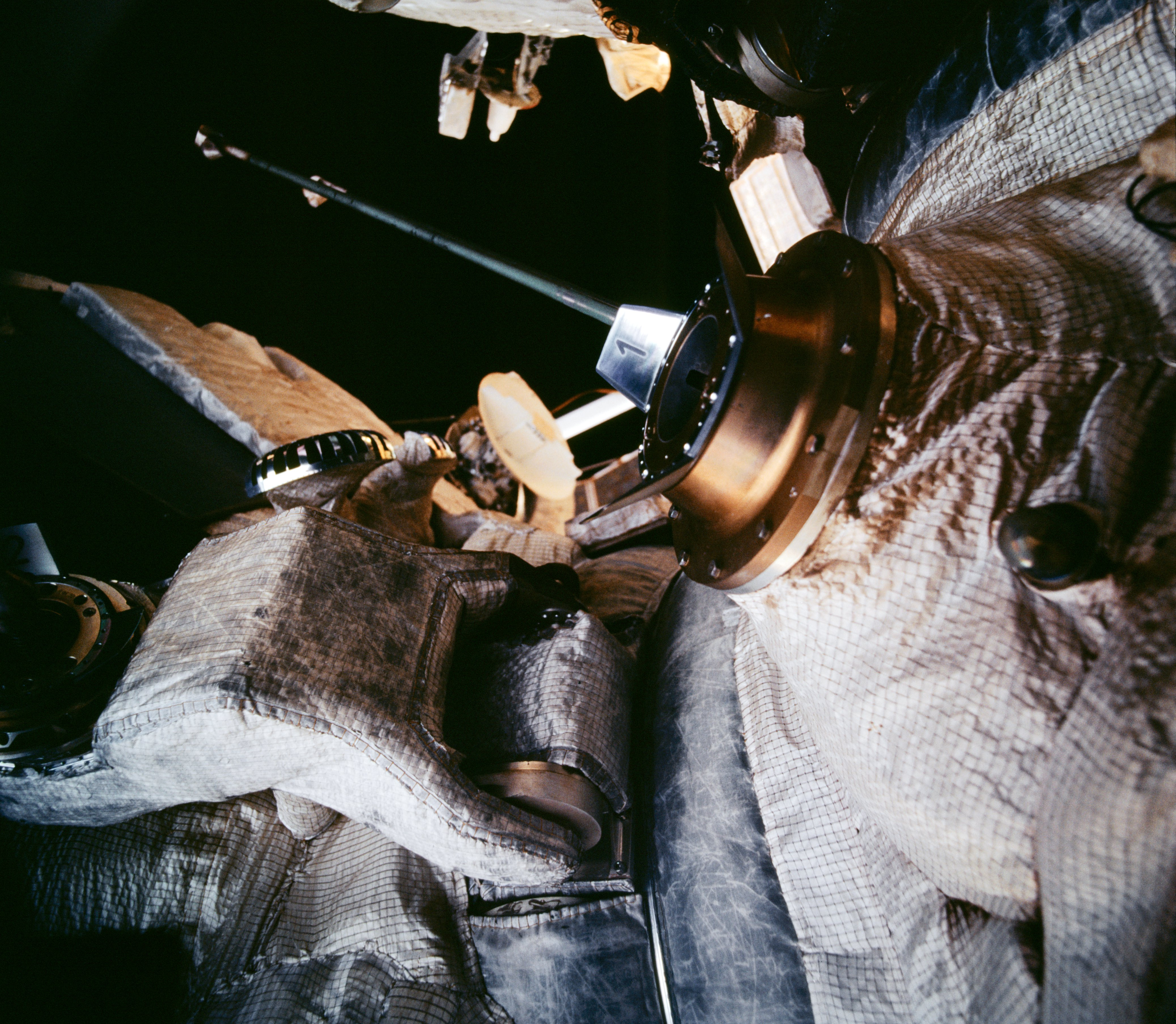
Bras Lyappa et préhenseur sur Mir.
Un schéma montrant comment le bras Lyappa a été utilisé pour déplacer Kvant-2.